# Nouvelle musique
Neue Musik

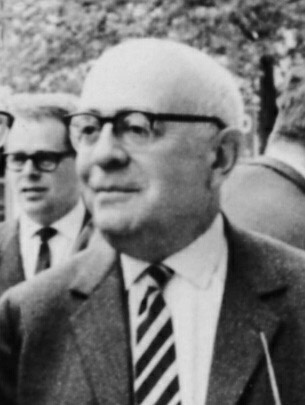
Theodor W. Adorno

La nouvelle musique (ou musique nouvelle de l'allemand Neue Musik) est un courant de la musique contemporaine d'avant-garde du XXe siècle fondé sur le principe de l'innovation radicale, théorisé en particulier par Theodor W. Adorno à partir de la musique d'Arnold Schönberg, qui s'est développé en particulier à travers l'école de Darmstadt après 1945 (Internationale Ferienkurse für Neue Musik). 
Parmi les représentants de la nouvelle musique à Darmstadt figurent Theodor Adorno, Ernst Krenek, René Leibowitz, Olivier Messiaen, Edgard Varèse, Rudolf Kolisch, Eduard Steuermann, Milton Babbitt, Luciano Berio, Pierre Boulez, John Cage, Hans Werner Henze, György Ligeti, Bruno Maderna, Luigi Nono, Karlheinz Stockhausen, et Iannis Xenakis.